# Julian Lewis Jones
Julian Lewis Jones, född 21 augusti 1968 i Bangor, Storbritannien, är en walesisk skådespelare, mest känd för sina filmroller i Invictus – de oövervinneliga och Justice League.

## Biografi
Jones växte upp på ön Anglesey i nordvästra Wales och flyttade sedermera till Nantgaredig. Han talar flytande kymriska och har medverkat i många olika produktioner i den kymriskspråkiga TV-kanalen S4C, bland annat som programledare för fiskeprogrammet Sgota.
Han medverkade 2010 i fjärde säsongen av TV-serien The Tudors som trädgårdsmästaren Mr. Roper. Samma år var han med i den brittiska TV-serien Spooks som den ryske spionen Viktor Barenshik. Andra större roller är som Karl Morris i Sky One-dramakomediserien Stella från 2012 och 2012 medverkade han även i dramakomediserien Ambassadors på BBC Two.
I filmen Justice League (2017) spelade han Atlan, kung av Atlantis.

### Politiskt engagemang
Lewis Jones är politiskt aktiv i den walesiska självständighetsrörelsen och är medlem av YesCymru sedan juni 2020.